# Kiruna sjukhus

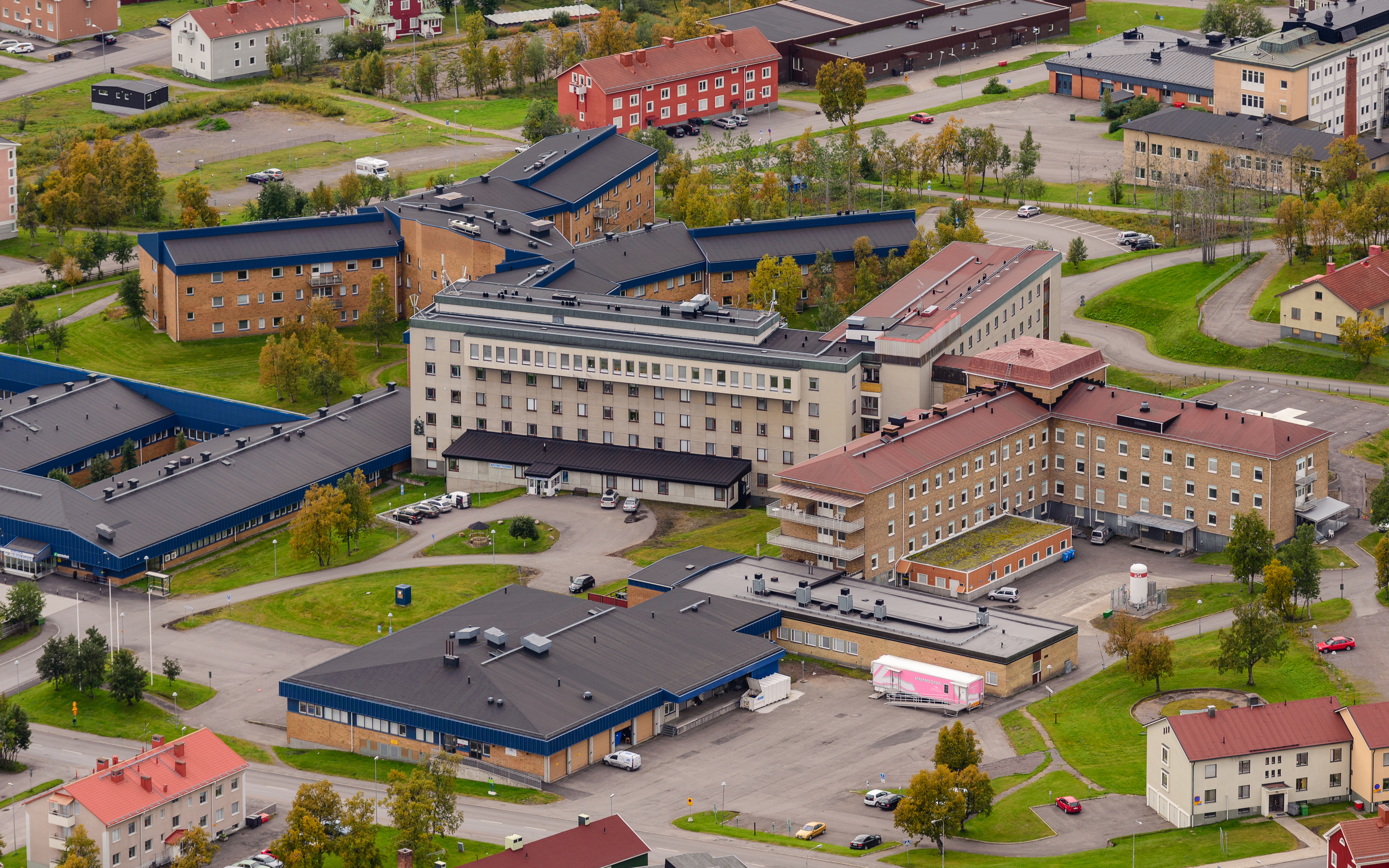
Kiruna sjukhus i september 2017.

Kiruna sjukhus i Kiruna är Sveriges nordligaste sjukhus med omkring 500 anställda (inklusive Kiruna hälsocentral) och 38 vårdplatser. I sjukhusets lokaler finns även en folktandvårdsklinik. 

## Nytt sjukhus
I Kiruna planeras byggandet av ett nytt sjukhus på grund av Kirunas stadsomvandling.  Det har funnits två förslag på placeringar, ett i närheten av Nikkalouktarondellen, och ett vid Tuolluvaara. Kommunen förespråkade från början det förstnämnda, och Region Norrbotten det andra alternativet.  Ett politiskt beslut togs 2022 av kommunfullmäktige i Kiruna kommun om en placering vid Nikkalouktarondellen. Efter diskussioner så meddelade man under 2024 att man gått med på regionens krav om önskad placering vid området vid Tuolluvaara. Detta innebar att kommunen startar en detaljplaneprocess för att utreda hur området kan användas och till vad. Detaljplanen måste antas av kommunfullmäktige vilket förväntas kunna ske i slutet av 2026, innan Region Norrbotten kan påbörja en byggnation av det nya sjukhuset.

### Tidplan
2018 beräknade man att det nya sjukhuset skulle stå klart 2026 och att det nuvarande sjukhuset skulle rivas senast 2030. Senare har det dock upptäckts att sprickbildningen sker snabbare än man förutsett, och att vissa delar av sjukhuset redan behöver utrymmas 2025 i modulbyggnader. 
2024 beräknade Region Norrbotten att ett nytt sjukhus kan stå klart ungefär nån gång mellan 2029-2031.